# 比利时工人党
比利时工人党（缩写为PTB，缩写为PVDA），旧译比利时劳动党，是比利时的一个共产主义政党。该党成立于1979年，前身是“一切权力归工人”党。该党是比利时仅有的几个全国性跨语区政党之一，而且是其中最大的一个。该党的总部位于布鲁塞尔。该党是曾一年一度在布鲁塞尔举行的国际共产主义研讨会的发起者和主办者。该党出版电子杂志《团结》。

## 历任主席
- 吕多·马尔滕斯（1979年11月4日—2008年3月2日）
- 彼得·梅尔滕斯（2008年3月2日—2021年11月5日）
- 拉乌尔·海德鲍（2021年11月5日至今）